# دوم فيكوسو
دوم فيكوسو بلدية في ولاية ميناس جيرايس في المنطقة الجنوبية الشرقية من البرازيل.